# Além do Céu
Além do Céu é o álbum de estreia do guitarrista Déio Tambasco, lançado em 1998 pela gravadora Gospel Records. O disco contou com nove faixas.

## Faixas
1. "Vida"
2. "Luta"
3. "Fariseu"
4. "Além do Céu"
5. "Pule o Muro"
6. "Criador"
7. "Árvore Infrutífera"
8. "Caminho"
9. "Medo do Fim"